# باشگاه فوتبال بارسلونا در فصل ۱۸–۲۰۱۷
باشگاه فوتبال بارسلونا در فصل ۱۸–۲۰۱۷، صد‌و‌هجدهمین سال فعالیت خود را پشت سر می‌گذارد که هشتاد‌و‌هفتمین حضور متوالی این تیم در لا لیگا اسپانیا است. این اولین سال حضور ارنستو والورده به عنوان سرمربی بارسلونا است.
در فصل جاری نیمار جونیور به پاری سن ژرمن پیوست. و برای اولین‌بار از سال ۱۳–۲۰۱۲ در بارسلونا حضور نداشت.

## خلاصهٔ فصل

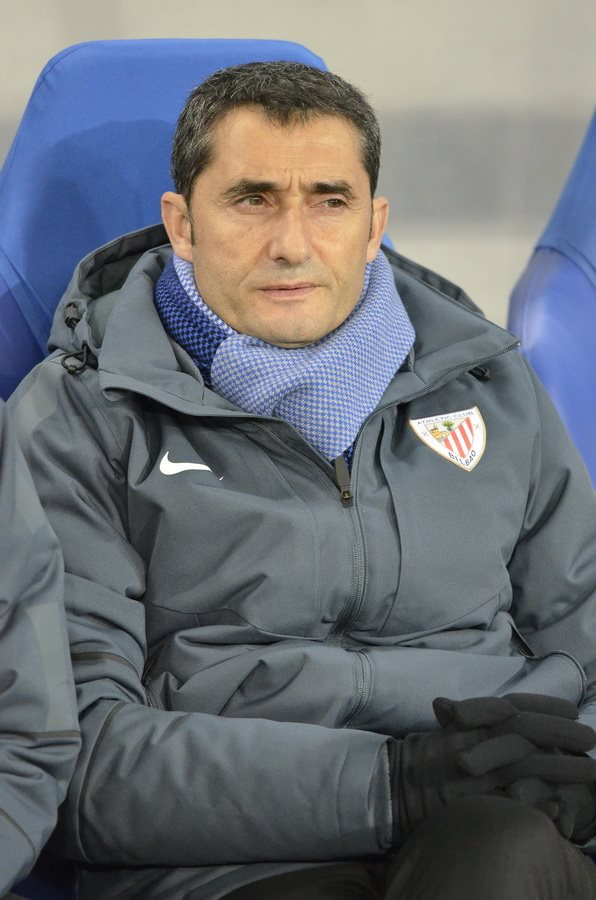
ارنستو والوده، سرمربی وقت بارسلونا

### مه
در ۲۹ مه، پس از جدایی لوئیز انریکه، باشگاه اعلام کرد که ارنستو والورده سرمربی جدید بارسلونا خواهد بود.
در همان‌روز بارسلونا و مارک-آندره تر اشتگن بر سر تمدید قرارداد به توافق ۵ ساله‌ای دست پیدا کردند و قرارداد این دروازه‌بان آلمانی تا ۳۰ ژوئن ۲۰۲۲ تمدید شد.

### ژوئن
در ۱۴ ژوئن‌، مارلون مدافع میانی فلومیننزه قراردادی ۳ ساله امضا کرد.
در ۳۰ ژوئن، قرارداد ژوردی ماسیپ، به پایان رسید و به‌عنوان بازیکن آزاد از جمع کاتالان‌ها جدا شد. 
در همان‌روز باشگاه بارسلونا با اورتون برای خرید جرارد دلوفئو وینگر اسپانیایی به توافق رسید. همچنین بارسلونا به مبلغ ۴ میلیون یورو کریستین تیو را خریداری کرد.

### ژوئیه
در ۷ ژوئیه، ژرمی متیو، مدافع فرانسوی، پس از جلسه با سران باشگاه  به‌صورت توافقی جدا شد و به اسپورتینگ پیوست.
در ۱۳ ژوئیه بارسلونا و بنفیکا بر سر انتقال نلسون سمدو به توافق رسیدند. این انتقال به ارزش ۳۰ میلیون یورو انجام شد.
در ۲۱ ژوئیه بارسلونا و یوونتوس در قالب جام بین‌المللی قهرمانان در ورزشگاه متلایف و در مقابل ۸۲۱۰۴ هوادار به مصاف هم رفتند. در نیمه اول، بلوگرانا با بریس نیمار جلو افتاد، اما تلاش یوونتوس برای جبران تنها گل کیلینی را حاصل داشت.
در ۲۶ ژوئیه بارسلونا در یک بازی دوستانه پیش فصل، یک بر صفر منچستر یونایتد را شکست داد. نیمار در دقیقه ۳۱ گلزنی کرد.
در ۲۹ ژوئیه بارسلونا رئال مادرید را ۳–۲ شکست داد و برنده جام بین المللی قهرمانان ۲۰۱۷ ایالات متحده شد. مسی، پیکه، و راکیتیچ برای بارسلونا هر کدام یک‌ گل به‌ثمر رساندند.

### اوت
در ۳ اوت، بارسلونا فعال شدن بند فسخ نیمار را تایید کرد و باشگاه پاری سن ژرمن با پرداخت ۲۲۲ میلیون یورو فوق ستاره برزیلی کاتالونیا را به‌خدمت گرفت. این مبلغ رکورد تاریخ نقل و انتقالات تاکنون را شکست. ابتدا بارسلونا با استعلام از فیفا هر گونه اتفاقی که در قبال انتقال نیمار در انتظار بود را دریافت و سپس با اصلاح جزئیات انتقال، وی با قراردادی ۵ ساله به تیم فرانسوی پیوست.
در ۴ اوت، بارسلونا در یک بازی دوستانه پیش‌فصل در تاراگونا مقابل تیم گیمناستیک یک-یک مساوی کرد. مانو باریرو در دقیقه ۱۱ میزبان را پیش انداخت و پاکو الکاسر از روی یک ضربه ایستگاهی در دقیقه ۷۹ گل تساوی را برای بلوگرانا به‌ثمر رساند.
در ۷ اوت بارسلونا در قالب پنجاه و دومین دوره جام خوان گمپر توانست تیم برزیلی شاپه‌کوئنسه را ۵–۰ شکست دهد. جرارد دلوفئو، سرخیو بوسکتس، مسی، لوییس سوارز و دنیس سوارز گلزنان بارسا بودند. مسی و دلوفئو هم هر کدام دو پاس گل دادند. همچنین سرخیو بوسکتس به عنوان بهترین بازیکن مسابقه انتخاب شد.
در ۱۳ اوت بارسلونا در بازی رفت سوپر کاپ اسپانیا ۲۰۱۷ با نتیجه ۳–۱ مغلوب رئال مادرید در خانه شد. نیمه اول این دیدار بدون گل به پایان رسید. در پنجمین دقیقه نیمه دوم مارسلو اقدام به یک سانتر زمینی کرد که با برخورد به پای جرارد پیکه منحرف و در نهایت منجر به گل به خودی شد. در دقیقه ۷۷ لوییس سوارز در محوطه جریمه حریف، توسط کیلور ناواس متوقف شد و توانست یک پنالتی برای تیمش بدست آورد که مسی آن را تبدیل به گل کرد. پنالتی مسی باعث شد تا ستاره ارژانتینی ۲۵ اُمین گلش در ال‌کلاسیکو را به ثمر برساند. در دقیقه ۸۰ کریستیانو رونالدو با پاس ایسکو طی یک ضد حمله ، یک گل بسیار دیدنی به ثمر رساند و رئال مادرید را ۲–۱ پیش انداخت. او پس از گلزنی، پیراهن را در اورد و کارت زرد گرفت. دو دقیقه بعد به علت تمارض توسط داور مسابقه با دریافت کارت زرد دوم، کارت قرمز و اخراج و محروم از بازی برگشت شد. تلاش های بارسلونا پس از ۱۰ نفره شدن حریف نتیجه ای نداشت و برعکس رئال مادرید در دقیقه ۹۰ باز طی یک ضد حمله و یک شوت تمام عیار توسط مارکو آسنسیو با پاس لوکاس وازکز به گل سوم دست پیدا کرد.
در ۱۴ اوت بارسلونا با گوانگ‌ژو اورگراند بر سر انتقال پائولینیو به مبلغ ۴۰ میلیون یورو به توافق رسید. بند فسخ او ۱۲۰ میلیون یورو تعیین شد.
در ۱۶ اوت در بازی برگشت سوپر کاپ اسپانیا ۲۰۱۷ بارسلونا با نتیجه ۲–۰ (در مجموع ۵–۱) مغلوب رئال مادرید شد. گل اول بازی خیلی زود و در دقیقه ۴ با شلیک مهار نشدنی مارکو آسنسیو به ثمر رسید و طاق دروازه تر اشتگن را به لرزه در آورد. در سی‌و‌نهمین دقیقه مسابقه کریم بنزما با یک ضربه والی و پاس مارسلو گل دوم را زد. بازی با همین نتیجه به پایان رسید و برای قهرمانی رئال مادرید کافی بود.
در ۲۰ اوت بارسلونا در اولین بازی خود در لا لیگا ، در عرض ۳ دقیقه با گل به خودی آلین توشکا و گل سرخی روبرتو رئال بتیس را در ورزشگاه نیوکمپ شکست داد.
در ۲۴ اوت بارسلونا خبر سرجی سمپر به مدت یک فصل با انتقالی قرضی به لاس پالماس پیوست را تایید کرد.
در ۲۵ اوت بارسلونا یکی از گران ترین انتقال های تاریخ لالیگا را رقم زد و عثمان دمبله ستاره فرانسوی بروسیا دورتموند به ارزش ۱۰۵ میلیون یورو به اضافه مبلغ های اضافی به جمع بارسایی اضافه شد. این بازیکن قراردادی ۵ ساله امضاء کرد و بند فسخ او ۴۰۰ میلیون یورو تعیین شد.
در ۲۶ اوت بارسلونا دپورتیوو آلاوز را با دو گل مسی شکست داد. اگرچه پنالتی لیونل مسی را پاچکو دروازه بان الاوز مهار کرد. همچنین پائولینیو نیز اولین بازی خود را انجام داد.
در ۲۹ اوت نیس و بارسلونا بر سر انتقال قرضی مارلون با گزینه بند خرید دائمی برای دو سال به توافق رسیدند.
در ۳۱ اوت بارسلونا داگلاس را تا پایان فصل ۱۸–۲۰۱۷ به صورت قرضی در اختیار بنفیکا پرتغال قرار داد.

### سپتامبر
در اولین روز ماه جدید، بارسلونا منیر را تا پایان فصل ۱۸–۲۰۱۷ به صورت قرضی در اختیار آلاوز قرار داد.
در ۵ سپتامبر بارسلونا و کارلس آلنیا قرارداد جدیدی امضاء کردند و او تا سه سال دیگر در اختیار باشگاه قرار گرفت.
در ۹ سپتامبر بارسلونا در شهرآورد بارسلونا ۵–۰ اسپانیول را در هم کوبید. مسی هتریک کرد و پیکه و سوارز هم گلزنی کردند. همچنین عثمان دمبله در دقیقه ۶۸ به جای جرارد دلوفئو وارد زمین شد و پاس گل را برای سوارز فراهم کرد.
در ۱۲ سپتامبر و در اولین بازی لیگ قهرمانان اروپا بارسلونا یوونتوس را با سه گل بدرقه کرد. مسی دو گل زد و راکیتیچ هم دیگر گل بارسلونا را به ثمر رساند.

## کیت
تامین کننده : نایکی
اسپانسر لباس : راکوتن (Rakuten)
| کیت اول |  | اول ۱۹–۲۰۱۸ |  | کیت دوم |  | کیت سوم |  | دروازه بان ۱ |  | دروازه بان ۲ |  | دروازه بان ۳ |  | دروازه بان ۴ |  | گلر ۱۹–۲۰۱۸ |

## نفرات باشگاه
حوزه مدیریت
- مدیر عامل:  جوزپ ماریا بارتومئو

حوزه فنی
- سرمربی:  ارنستو والورده
- کمک مربی:  جان آسپیازو
- مدیر فنی:  خوان باربارا
- مربیان ورزشی:  آنتونیو گومز /  ادو پونز /  خوزه آنتونیو پوزانکو
- مربی دروازه بانان:  خوزه رامون دی لا فوئنته

حوزه پشتیبانی
- اسپانسر اصلی: راکوتن
- سازندهٔ رسمی لباس: نایکی
- اسپانسر رسمی: بکو
- اسپانسر رسمی: ژیلت
- اسپانسر رسمی: استریا دام
- اسپانسر رسمی: کونامی
- اسپانسر رسمی: کایسابانک
- اسپانسر رسمی: آئودی
- اسپانسر رسمی: اوپو
- اسپانسر رسمی: گیتورید
- اسپانسر رسمی: میلو (نوشیدنی)
- اسپانسر رسمی: بت‌فیر
- اسپانسر رسمی: لاسا تایرز
- اسپانسر رسمی: آلیانتس
- اسپانسر رسمی: توشیبا
- اسپانسر رسمی: دیزر
- اسپانسر رسمی: موی‌استار
- اسپانسر رسمی: کوکا کولا

## بازیکنان

### بازیکنان اصلی
| ش. | پ. | م.  | نام                        | سن | EU     | از سال | بازی | گل  | پایان قرارداد | مبلغ خرید | نکات                      |
| -- | -- | --- | -------------------------- | -- | ------ | ------ | ---- | --- | ------------- | --------- | ------------------------- |
| 1  | GK | GER | مارک-آندره تر اشتگن        | ۲۶ | EU     | 2014   | 131  | 0   | 2022          | €12M      |                           |
| 2  | RB | POR | نلسون سمدو                 | ۲۴ | EU     | 2017   | 26   | 0   | 2021          | €30M      |                           |
| 3  | CB | ESP | جرارد پیکه (4th captain)   | ۳۱ | EU     | 2008   | 435  | 38  | 2022          | €5M       | Originally from لا ماسیا  |
| 4  | MF | CRO | ایوان راکیتیچ              | ۳۰ | EU     | 2014   | 204  | 30  | 2021          | €18M      |                           |
| 5  | MF | ESP | سرخیو بوسکتس (3rd captain) | ۲۹ | EU     | 2008   | 473  | 13  | 2021          | لا ماسیا  |                           |
| 6  | MF | ESP | دنیس سوارز                 | ۲۴ | EU     | 2016   | 56   | 6   | 2020          | €3.25M    | Originally from لا ماسیا  |
| 8  | MF | ESP | آندرس اینیستا (captain)    | ۳۴ | EU     | 2002   | 674  | 57  | lifetime      | لا ماسیا  |                           |
| 9  | FW | URU | لوییس سوارز                | ۳۱ | EU     | 2014   | 187  | 145 | 2021          | €81M      | Second nationality: Italy |
| 10 | FW | ARG | لیونل مسی (vice-captain)   | ۳۰ | EU     | 2004   | 637  | 552 | 2021          | لا ماسیا  | Second nationality: Spain |
| 11 | FW | FRA | عثمان دمبله                | ۲۱ | EU     | 2017   | 13   | 2   | 2022          | €105M     |                           |
| 13 | GK | NED | یاسپر سیلسن                | ۲۹ | EU     | 2016   | 19   | 0   | 2021          | €13M      |                           |
| 14 | MF | BRA | فیلیپه کوتینیو             | ۲۵ | Non-EU | 2018   | 12   | 3   | 2023          | €120M     |                           |
| 15 | MF | BRA | پائولینیو                  | ۲۹ | Non-EU | 2017   | 41   | 8   | 2021          | €40M      |                           |
| 17 | FW | ESP | پاکو الکاسر                | ۲۴ | EU     | 2016   | 44   | 14  | 2021          | €30M      |                           |
| 18 | LB | ESP | جوردی آلبا                 | ۲۸ | EU     | 2012   | 237  | 12  | 2020          | €14M      | Originally from لا ماسیا  |
| 19 | LB | FRA | لوکا دینیه                 | ۲۴ | EU     | 2016   | 44   | 2   | 2021          | €16.5M    |                           |
| 20 | RB | ESP | سرجی روبرتو                | ۲۶ | EU     | 2010   | 193  | 7   | 2022          | لا ماسیا  |                           |
| 21 | MF | POR | آندره گومز                 | ۲۴ | EU     | 2016   | 74   | 3   | 2021          | €35M      |                           |
| 22 | RB | ESP | الیکس ویدال                | ۲۸ | EU     | 2015   | 50   | 4   | 2020          | €18M      | Originally from لا ماسیا  |
| 23 | CB | FRA | ساموئل اومتیتی             | ۲۴ | EU     | 2016   | 76   | 1   | 2021          | €25M      |                           |
| 24 | CB | COL | یری مینا                   | ۲۳ | Non-EU | 2018   | 2    | 0   | 2023          | €11.8M    |                           |
| 25 | CB | BEL | توماس فرمایلن              | ۳۲ | EU     | 2014   | 37   | 1   | 2019          | €15M      |                           |

|}

#### به خدمت گرفته شده ازبارسلونا بی
| شماره |         | پست       | بازیکن            |
| ----- | ------- | --------- | ----------------- |
| 26    | اسپانیا | هافبک     | کارلس آلنیا       |
| 27    | اسپانیا | مهاجم     | کارلس پرز         |
| 28    | اسپانیا | هافبک     | Ferrán Sarsanedas |
| 29    | اسپانیا | مهاجم     | Abel Ruiz         |
| 30    | اسپانیا | هافبک     | Oriol Busquets    |
| 31    | اسپانیا | دروازه‌بان | آدریان اورتولا    |
| 33    | اسپانیا | مدافع     | سرجی پالنسیا      |

| شماره |         | پست   | بازیکن                  |
| ----- | ------- | ----- | ----------------------- |
| 34    | اسپانیا | مدافع | Dani Morer              |
| 35    | اسپانیا | مدافع | Rodrigo Tarín           |
| 36    | اسپانیا | مدافع | مارک کوکوریا            |
| 37    | اسپانیا | مهاجم | خوزه آرنایز             |
| 39    | اسپانیا | مدافع | David Costas            |
| 40    | اسپانیا | هافبک | Iñigo Ruiz de Galarreta |
| 41    | اسپانیا | مدافع | Jorge Cuenca            |

### خرید
| شماره | پست         | اسم            | سن | قد   | قیمت             | باشگاه قبلی      | لیگ                        | فصل خرید |
| ----- | ----------- | -------------- | -- | ---- | ---------------- | ---------------- | -------------------------- | -------- |
| ۲     | مدافع       | نلسون سمدو     | ۲۳ | ۱٫۸۰ | ۳۰٫۵ میلیون یورو | بنفیکا           | لیگ برتر فوتبال پرتغال     | تابستانی |
| ۱۶    | مهاجم       | جرارد دلوفئو   | ۲۳ | ۱٫۷۷ | ۱۲ میلیون یورو   | میلان            | سری آ                      | تابستانی |
| ۱۵    | هافبک       | پائولینیو      | ۲۹ | ۱٫۸۱ | ۴۰ میلیون یورو   | گوانگ‌ژو اورگراند | سوپر لیگ فوتبال چین        | تابستانی |
| ۱۱    | مهاجم       | عثمان دمبله    | ۲۰ | ۱٫۷۸ | ۱۰۵ میلیون یورو  | دورتموند         | بوندس‌لیگا                  | تابستانی |
| ۲۴    | مدافع       | مارلون سانتوس  | ۲۱ | ۱٫۸۲ | ۵ میلیون یورو    | فلومیننزه        | لیگ برتر فوتبال برزیل      | تابستانی |
| ۱۴    | هافبک هجومی | فیلیپه کوتینیو | ۲۵ | ۱٫۷۲ | ۱۶۰ میلیون یورو  | لیورپول          | لیگ برتر فوتبال انگلستان   | زمستانی  |
| ۲۴    | مدافع میانی | یری مینا       | ۲۳ | ۱٫۹۵ | ۱۱٫۸ میلیون یورو | پالمیراس         | مسابقه قهرمانی سری آ برزیل | زمستانی  |

- مجموع هزینه بازیکنان خریداری شده:۳۶۴٫۳ میلیون یورو
- میانگین سن ورودی‌ها:۲۳٫۴ سال
- میانگین قد ورودی‌ها:۱٫۸۰ متر

### فروش
| شماره | پست       | اسم           | سن | قد   | قیمت            | انتقال به         | لیگ                      | فصل انتقال |
| ----- | --------- | ------------- | -- | ---- | --------------- | ----------------- | ------------------------ | ---------- |
| ۱۱    | مهاجم     | نیمار         | ۲۵ | ۱٫۷۵ | ۲۲۲ میلیون یورو | پاری سن ژرمن      | لیگ ۱                    | تابستانی   |
| ۲۴    | مدافع     | ژرمی متیو     | ۳۳ | ۱٫۹۰ | بازیکن آزاد     | اسپورتینگ لیسبون  | لیگ برتر فوتبال پرتغال   | تابستانی   |
| ۲۷    | مهاجم     | کریستین تیو   | ۲۶ | ۱٫۷۸ | ۴ میلیون یورو   | بتیس              | لا لیگا                  | تابستانی   |
| ۲۵    | دروازه‌بان | ژوردی ماسیپ   | ۲۸ | ۱٫۸۰ | بازیکن آزاد     | رئال وایادولید    | لیگا ادلانته             | تابستانی   |
| ۲۶    | هافبک     | سرجی سمپر     | ۲۲ | ۱٫۸۱ | قرضی            | لاس پالماس        | لا لیگا                  | تابستانی   |
| ۲۴    | مدافع     | مارلون سانتوس | ۲۱ | ۱٫۸۲ | قرضی            | نیس               | لیگ ۱                    | تابستانی   |
| ۲     | مدافع     | داگلاس        | ۲۷ | ۱٫۷۱ | قرضی            | بنفیکا            | لیگ برتر فوتبال پرتغال   | تابستانی   |
| ۲۹    | مهاجم     | منیر الحدادی  | ۲۲ | ۱٫۷۵ | قرضی            | آلاوز             | لا لیگا                  | تابستانی   |
| ۷     | هافبک     | آردا توران    | ۳۰ | ۱٫۷۵ | قرضی            | استانبول باشاک‌شهر | سوپر لیگ فوتبال ترکیه    | زمستانی    |
| ۱۲    | هافبک     | رافا آلکانترا | ۲۴ | ۱٫۷۴ | قرضی            | اینتر میلان       | سری آ                    | زمستانی    |
| ۱۶    | مهاجم     | جرارد دلوفئو  | ۲۳ | ۱٫۷۷ | قرضی            | واتفورد           | لیگ برتر فوتبال انگلستان | زمستانی    |

- مجموع درآمد فروش:۲۲۷ میلیون یورو
- میانگین سن بازیکنان فروخته شده:۲۵٫۵ سال
- میانگین قد بازیکنان فروخته شده:۱٫۷۸ متر

## آمار

### نمایش بازیکنان
| ش.                                            | پ.          | م.          | بازیکن                    | مجموع       | مجموع       | لا لیگا     | لا لیگا     | لیگ قهرمانان اروپا | لیگ قهرمانان اروپا | کوپا دل ری  | کوپا دل ری  | سوپر جام اسپانیا | سوپر جام اسپانیا |
| ش.                                            | پ.          | م.          | بازیکن                    | بازی        | گل‌ها        | بازی        | گل‌ها        | بازی               | گل‌ها               | بازی        | گل‌ها        | بازی             | گل‌ها             |
| دروازه‌بانان                                   | دروازه‌بانان | دروازه‌بانان | دروازه‌بانان               | دروازه‌بانان | دروازه‌بانان | دروازه‌بانان | دروازه‌بانان | دروازه‌بانان        | دروازه‌بانان        | دروازه‌بانان | دروازه‌بانان | دروازه‌بانان      | دروازه‌بانان      |
| --------------------------------------------- | ----------- | ----------- | ------------------------- | ----------- | ----------- | ----------- | ----------- | ------------------ | ------------------ | ----------- | ----------- | ---------------- | ---------------- |
| 1                                             | دروازه‌بان   | آلمان       | مارک-آندره تر اشتگن       | ۴۸          | ۰           | 37          | 0           | 9                  | 0                  | 0           | 0           | 2                | 0                |
| 13                                            | دروازه‌بان   | هلند        | یاسپر سیلسن               | ۱۲          | ۰           | 1           | 0           | 1                  | 0                  | 10          | 0           | 0                | 0                |
| 31                                            | دروازه‌بان   | اسپانیا     | آدریان اورتولا            | ۰           | ۰           | 0           | 0           | 0                  | 0                  | 0           | 0           | 0                | 0                |
| مدافعان                                       |             |             |                           |             |             |             |             |                    |                    |             |             |                  |                  |
| 2                                             | مدافع       | پرتغال      | نلسون سمدو                | ۳۶          | ۰           | 24          | 0           | 7                  | 0                  | 4           | 0           | 1                | 0                |
| 3                                             | مدافع       | اسپانیا     | جرارد پیکه                | ۵۰          | ۴           | 30          | 2           | 9                  | 1                  | 9           | 1           | 2                | 0                |
| 18                                            | مدافع       | اسپانیا     | ژوردی آلبا                | ۴۶          | ۳           | 33          | 2           | 6                  | 0                  | 5           | 1           | 2                | 0                |
| 19                                            | مدافع       | فرانسه      | لوکا دینیه                | ۱۹          | ۱           | 11          | 0           | 3                  | 1                  | 4           | 0           | 1                | 0                |
| 22                                            | مدافع       | اسپانیا     | الیکس ویدال               | ۲۵          | ۲           | 15          | 1           | 5                  | 0                  | 4           | 1           | 1                | 0                |
| 23                                            | مدافع       | فرانسه      | ساموئل اومتیتی            | ۴۱          | ۱           | 25          | 1           | 9                  | 0                  | 5           | 0           | 2                | 0                |
| 24                                            | مدافع       | کلمبیا      | یری مینا                  | ۶           | ۰           | 5           | 0           | 0                  | 0                  | 1           | 0           | 0                | 0                |
| 25                                            | مدافع       | بلژیک       | توماس فرمایلن             | ۲۰          | ۰           | 14          | 0           | 1                  | 0                  | 5           | 0           | 0                | 0                |
| 36                                            | مدافع       | اسپانیا     | مارک کوکوریا              | ۱           | ۰           | 0           | 0           | 0                  | 0                  | 1           | 0           | 0                | 0                |
| 39                                            | مدافع       | اسپانیا     | David Costas              | ۱           | ۰           | 0           | 0           | 0                  | 0                  | 1           | 0           | 0                | 0                |
| هافبک‌ها                                       |             |             |                           |             |             |             |             |                    |                    |             |             |                  |                  |
| 4                                             | هافبک       | کرواسی      | ایوان راکیتیچ             | ۵۶          | ۴           | 35          | 1           | 10                 | 1                  | 9           | 2           | 2                | 0                |
| 5                                             | هافبک       | اسپانیا     | سرخیو بوسکتس              | ۵۰          | ۱           | 31          | 1           | 10                 | 0                  | 7           | 0           | 2                | 0                |
| 6                                             | هافبک       | اسپانیا     | دنیس سوارز                | ۲۷          | ۳           | 17          | 2           | 3                  | 0                  | 6           | 1           | 1                | 0                |
| 8                                             | هافبک       | اسپانیا     | آندرس اینیستا             | ۴۵          | ۳           | 31          | 1           | 8                  | 0                  | 5           | 2           | 1                | 0                |
| 14                                            | هافبک       | برزیل       | فیلیپه کوتینیو            | ۲۳          | ۱۱          | 18          | 8           | 0                  | 0                  | 5           | 3           | 0                | 0                |
| 15                                            | هافبک       | برزیل       | پائولینیو (بازیکن فوتبال) | ۴۹          | ۹           | 34          | 9           | 9                  | 0                  | 6           | 0           | 0                | 0                |
| 20                                            | هافبک       | اسپانیا     | سرجی روبرتو               | ۴۶          | ۱           | 29          | 1           | 8                  | 0                  | 7           | 0           | 2                | 0                |
| 21                                            | هافبک       | پرتغال      | آندره گومیس               | ۳۱          | ۰           | 15          | 0           | 9                  | 0                  | 6           | 0           | 1                | 0                |
| 26                                            | هافبک       | اسپانیا     | کارلس آلنیا               | ۳           | ۰           | 0           | 0           | 0                  | 0                  | 3           | 0           | 0                | 0                |
| 30                                            | هافبک       | اسپانیا     | Oriol Busquets            | ۱           | ۰           | 0           | 0           | 0                  | 0                  | 1           | 0           | 0                | 0                |
| مهاجمان                                       |             |             |                           |             |             |             |             |                    |                    |             |             |                  |                  |
| 9                                             | مهاجم       | اروگوئه     | لوییس سوارز               | ۵۱          | ۳۳          | 33          | 25          | 10                 | 1                  | 6           | 7           | 2                | 0                |
| 10                                            | مهاجم       | آرژانتین    | لیونل مسی                 | ۵۵          | ۴۶          | 36          | 34          | 10                 | 6                  | 7           | 5           | 2                | 1                |
| 11                                            | مهاجم       | فرانسه      | عثمان دمبله               | ۲۴          | ۴           | 17          | 3           | 3                  | 1                  | 4           | 0           | 0                | 0                |
| 17                                            | مهاجم       | اسپانیا     | پاکو الکاسر               | ۲۱          | ۷           | 16          | 4           | 2                  | 1                  | 2           | 2           | 1                | 0                |
| 37                                            | مهاجم       | اسپانیا     | خوزه آرنایز               | ۵           | ۳           | 1           | 0           | 0                  | 0                  | 4           | 3           | 0                | 0                |
| بازیکنانی که در میانه فصل باشگاه را ترک کردند |             |             |                           |             |             |             |             |                    |                    |             |             |                  |                  |
| 7                                             | هافبک       | ترکیه       | آردا توران                | ۰           | ۰           | 0           | 0           | 0                  | 0                  | 0           | 0           | 0                | 0                |
| 12                                            | هافبک       | برزیل       | رافینیا آلکانترا          | ۱           | ۰           | 0           | 0           | 0                  | 0                  | 1           | 0           | 0                | 0                |
| 14                                            | مدافع       | آرژانتین    | خاویر ماسچرانو            | ۱۲          | ۰           | 7           | 0           | 2                  | 0                  | 2           | 0           | 1                | 0                |
| 16                                            | مهاجم       | اسپانیا     | جرارد دلوفئو              | ۱۷          | ۲           | 10          | 1           | 3                  | 0                  | 2           | 1           | 2                | 0                |

### گلزنان
| بازیکن         | لا لیگا | کوپا دل ری | لیگ قهرمانان اروپا | سوپر جام فوتبال اسپانیا | مجموع |
| -------------- | ------- | ---------- | ------------------ | ----------------------- | ----- |
| لیونل مسی      | ۳۴      | ۴          | ۶                  | ۱                       | ۴۵    |
| لوییس سوارز    | ۲۵      | ۵          | ۱                  | ۰                       | ۳۱    |
| فیلیپه کوتینیو | ۸       | ۲          | ۰                  | ۰                       | ۱۰    |
| پائولینیو      | ۹       | ۰          | ۰                  | ۰                       | ۹     |
| گل به خودی     | ۳       | ۰          | ۵                  | ۰                       | ۸     |
| پاکو الکاسر    | ۴       | ۲          | ۱                  | ۰                       | ۷     |
| ایوان راکیتیچ  | ۱       | ۲          | ۱                  | ۰                       | ۴     |
| جرارد پیکه     | ۲       | ۱          | ۱                  | ۰                       | ۴     |
| عثمان دمبله    | ۳       | ۰          | ۱                  | ۰                       | ۴     |
| دنیس سوارز     | ۲       | ۱          | ۰                  | ۰                       | ۳     |
| خوزه آرنایز    | ۰       | ۳          | ۰                  | ۰                       | ۳     |
| جوردی آلبا     | ۲       | ۱          | ۰                  | ۰                       | ۳     |
| آندرس اینیستا  | ۱       | ۱          | ۰                  | ۰                       | ۲     |
| جرارد دلوفئو   | ۱       | ۱          | ۰                  | ۰                       | ۲     |
| الکس ویدال     | ۱       | ۱          | ۰                  | ۰                       | ۲     |
| سرجی روبرتو    | ۱       | ۰          | ۰                  | ۰                       | ۱     |
| سرجیو بوسکتس   | ۱       | ۰          | ۰                  | ۰                       | ۱     |
| لوکاس دینیه    | ۰       | ۰          | ۱                  | ۰                       | ۱     |
| ساموئل اومتیتی | ۰       | ۱          | ۰                  | ۰                       | ۱     |

### پاس گل دهندگان
| بازیکن         | لا لیگا | کوپا دل ری | لیگ قهرمانان اروپا | مجموع |
| -------------- | ------- | ---------- | ------------------ | ----- |
| لیونل مسی      | ۱۲      | ۳          | ۲                  | ۱۷    |
| لوییس سوارز    | ۱۲      | ۲          | ۳                  | ۱۷    |
| جوردی آلبا     | ۸       | ۳          | ۰                  | ۱۱    |
| سرجی روبرتو    | ۷       | ۱          | ۰                  | ۸     |
| عثمان دمبله    | ۶       | ۱          | ۰                  | ۷     |
| فیلیپه کوتینیو | ۵       | ۱          | ۰                  | ۶     |
| دنیس سوارز     | ۲       | ۲          | ۱                  | ۵     |
| ایوان راکیتیچ  | ۵       | ۰          | ۰                  | ۵     |
| آندرس اینیستا  | ۲       | ۰          | ۲                  | ۴     |
| سرجیو بوسکتس   | ۴       | ۰          | ۰                  | ۴     |
| الکس ویدال     | ۱       | ۲          | ۰                  | ۳     |
| پاکو الکاسر    | ۳       | ۰          | ۰                  | ۳     |
| جرارد دلوفئو   | ۱       | ۱          | ۰                  | ۲     |
| پائولینیو      | ۲       | ۰          | ۰                  | ۲     |
| لوکاس دینیه    | ۲       | ۰          | ۰                  | ۲     |
| نلسون سمدو     | ۰       | ۱          | ۰                  | ۱     |
| آندره گومز     | ۰       | ۱          | ۰                  | ۱     |
| توماس فرمایلن  | ۱       | ۰          | ۰                  | ۱     |
| یری مینا       | ۱       | ۰          | ۰                  | ۱     |

### هت-تریک‌ها
| بازیکن         | حریف              | نتیجه   | تاریخ           | رقابت   |
| -------------- | ----------------- | ------- | --------------- | ------- |
| لیونل مسی      | اسپانیول          | 5–0 (H) | ۹ سپتامبر ۲۰۱۷  | لا لیگا |
| لیونل مسی۴ گل  | ایبار             | 6–1 (H) | ۱۹ سپتامبر ۲۰۱۷ | لا لیگا |
| لوییس سوارز    | ژیرونا            | 6–1 (H) | ۲۴ فوریه ۲۰۱۸   | لا لیگا |
| لیونل مسی      | لگانس             | 3–1 (H) | ۷ آوریل ۲۰۱۸    | لا لیگا |
| لیونل مسی      | دپورتیوو لاکرونیا | 4–2 (A) | ۲۹ آوریل ۲۰۱۸   | لا لیگا |
| فیلیپه کوتینیو | لوانته            | 4–5 (A) | ۱۳ مه ۲۰۱۸      | لا لیگا |

(H) – میزبان؛ (A) – میهمان

### دروازه بسته
آخرین به‌روزرسانی در ۱۷ آوریل ۲۰۱۸.
| رتبه  | نام                 | لا لیگا | کوپا دل ری | لیگ قهرمانان | سوپر جام اسپانیا | مجموع | بازی |
| ----- | ------------------- | ------- | ---------- | ------------ | ---------------- | ----- | ---- |
| —     | مارک-آندره تر اشتگن | ۱۸      | ۰          | ۵            | ۰                | ۲۳    | ۴۴   |
| —     | یاسپر سیلسن         | ۰       | ۶          | ۱            | ۰                | ۷     | ۹    |
| مجموع | مجموع               | ۱۸      | ۶          | ۶            | ۰                | ۳۰    | ۵۳   |

## پیش فصل و دوستانه
برد
      تساوی
      باخت

#### جام بین‌المللی قهرمانان
| ۲۲ ژوئیه ۲۰۱۷ بازی ۱ | یوونتوس                     | ۱–۲   | بارسلونا                     | رادرفورد شرقی، نیوجرسی، ایالات متحده                                         |
| ۱۸:۰۰ EDT            | - مارکیزیو '۴۳ - کیلینی ۶۳' | گزارش | - نیمار ۱۵'، ۲۶' - ویدال '۳۵ | ورزشگاه: ورزشگاه متلایف تماشاگران: ۸۲۱۰۴ داور: ادوین جوریسویچ (ایالات متحده) |

| ۲۶ ژوئیه ۲۰۱۷ بازی ۲ | بارسلونا    | ۱–۰   | منچستر یونایتد | لاندوور، مریلند، ایالات متحده                                                    |
| ۱۹:۳۰ EDT            | - نیمار ۳۱' | گزارش | - فلینی '۸۳    | ورزشگاه: ورزشگاه فدکس فیلد تماشاگران: ۸۰۱۶۲ داور: آرماندو ویارئال (ایالات متحده) |

| ۲۹ ژوئیه ۲۰۱۷ بازی ۳ | رئال مادرید                                          | ۲–۳   | بارسلونا                                                  | میامی، ایالات متحده                                                         |
| ۲۰:۰۵ EDT            | - کواچیچ ۱۴' - واران '۲۲ - آسنسیو ۳۶' - کارواخال '۶۰ | گزارش | - Messi ۳' - راکیتیچ ۷' - پیکه ۵۰' - سوارز '۶۰ - سمپر '۷۸ | ورزشگاه: ورزشگاه هارد راک تماشاگران: ۶۶۰۱۴ داور: خایر ماروفو (ایالات متحده) |

### دوستانه
| ۴ اوت ۲۰۱۷                       | گیمناستیک                                 | ۱–۱   | بارسلونا                | تاراگونا، اسپانیا                                                                  |
| ۲۰:۰۰ ساعت تابستانی اروپای مرکزی | - Barreiro ۱۱' - زاهیبو '۸۴ - Muñiz '۱+۹۰ | گزارش | - سمپر '۵۸ - الکاسر ۷۸' | ورزشگاه: ورزشگاه جدید تاراگونا تماشاگران: ۱۱۹۲۸ داور: وارون آسیشن (جزایر پالئاریک) |

| ۱۶ مه ۲۰۱۸                         | Mamelodi Sundowns | ۱–۳   | بارسلونا                          | ژوهانسبورگ، آفریقای جنوبی |
| ۱۸:۱۵ زمان استاندارد آفریقای جنوبی | - ویلاکازی ۷۶'    | گزارش | - دمبله ۳' - سوارز ۱۹' - گومز ۶۷' | ورزشگاه: ورزشگاه اف‌ان‌بی   |

### جام خوان گمپر
| ۷ اوت ۲۰۱۷                       | بارسلونا                                                          | ۵–۰   | شاپه‌کوئنسه  | بارسلونا، اسپانیا                                                               |
| ۲۰:۳۰ ساعت تابستانی اروپای مرکزی | - دلوفئو ۶' - بوسکتس ۱۱' - Messi ۲۸' - سوارز ۵۵' - دنیس سوارز ۷۴' | گزارش | - Lucas '۶۹ | ورزشگاه: نیوکمپ تماشاگران: ۶۴۷۰۵ داور: آلفونسو خاویر آلوارز ایزکویردو (اسپانیا) |

### سوپر جام کاتالونیا
| ۷ مارس ۲۰۱۸                      | بارسلونا     | ۰–۰                                           | اسپانیول | لیدا                                                                          |
| ۱۸:۴۵ زمان اروپای مرکزی          |              | گزارش                                         |          | ورزشگاه: ورزشگاه کمپ دسپورتس تماشاگران: ۱۰۵۷۶ داور: استرادا فرناندز (اسپانیا) |
|                                  | ضربات پنالتی |                                               |          |                                                                               |
| - الکاسر - پالنسیا - مینا - رویز |              | - Darder - لوپز - هرموسو - خوزه مانوئل خورادو |          |                                                                               |

## مسابقات

### بررسی مسابقات
| رقابت              | اولین بازی      | آخرین بازی    | شروع دور         | جایگاه نهایی  | آمار | آمار | آمار | آمار | آمار | آمار | آمار | آمار   |
| رقابت              | اولین بازی      | آخرین بازی    | شروع دور         | جایگاه نهایی  | بازی | ب    | ت    | ش    | گ‌ز   | گ‌خ   | ت‌گ   | % برد  |
| ------------------ | --------------- | ------------- | ---------------- | ------------- | ---- | ---- | ---- | ---- | ---- | ---- | ---- | ------ |
| لا لیگا            | ۲۰ اوت ۲۰۱۷     | ۱۹/۲۰ مه ۲۰۱۸ | هفته اول         | قهرمان        | ۳۸   | ۲۸   | ۹    | ۱    | ۹۹   | ۲۹   | ۷۰+  | ۰۷۴    |
| کوپا دل ری         | ۲۴ اکتبر ۲۰۱۷   | ۲۱ آوریل ۲۰۱۸ | یک شانزدهم نهایی | قهرمان        | ۹    | ۷    | ۱    | ۱    | ۲۴   | ۲    | ۲۲+  | ۰۷۸    |
| سوپر جام اسپانیا   | ۱۳ اوت ۲۰۱۷     | ۱۶ اوت ۲۰۱۷   | فینال            | نایب‌قهرمان    | ۲    | ۰    | ۰    | ۲    | ۱    | ۵    | ۴−   | ۰۰۰٫۰۰ |
| لیگ قهرمانان اروپا | ۱۲ سپتامبر ۲۰۱۷ | ۱۰ آوریل ۲۰۱۸ | مرحله گروهی      | یک‌چهارم نهایی | ۱۰   | ۶    | ۳    | ۱    | ۱۷   | ۶    | ۱۱+  | ۰۶۰    |
| مجموع              | مجموع           | مجموع         | مجموع            | مجموع         | ۵۹   | ۴۱   | ۱۳   | ۵    | ۱۴۱  | ۴۲   | ۹۹+  | ۰۶۹    |

آخرین به‌روزرسانی در: ۲۰ مه ۲۰۱۸.

منبع: رقابت‌ها

### لا لیگا

#### جایگاه در جدول
| رتبه | تیم            | بازی | برد | مساوی | باخت | گل زده | گل خورده | گل تفاضل | امتیاز | صعود یا سقوط                                   |
| ---- | -------------- | ---- | --- | ----- | ---- | ------ | -------- | -------- | ------ | ---------------------------------------------- |
| ۱    | بارسلونا (ق)   | ۳۸   | ۲۸  | ۹     | ۱    | ۹۹     | ۲۹       | ۷۰+      | ۹۳     | واجد شرایط برای مرحله گروهی لیگ قهرمانان اروپا |
| ۲    | اتلتیکو مادرید | ۳۸   | ۲۳  | ۱۰    | ۵    | ۵۸     | ۲۲       | ۳۶+      | ۷۹     | واجد شرایط برای مرحله گروهی لیگ قهرمانان اروپا |
| ۳    | رئال مادرید    | ۳۸   | ۲۲  | ۱۰    | ۶    | ۹۴     | ۴۴       | ۵۰+      | ۷۶     | واجد شرایط برای مرحله گروهی لیگ قهرمانان اروپا |
| ۴    | والنسیا        | ۳۸   | ۲۲  | ۷     | ۹    | ۶۵     | ۳۸       | ۲۷+      | ۷۳     | واجد شرایط برای مرحله گروهی لیگ قهرمانان اروپا |
| ۵    | ویارئال        | ۳۸   | ۱۸  | ۷     | ۱۳   | ۵۷     | ۵۰       | ۷+       | ۶۱     | واجد شرایط برای مرحله گروهی لیگ اروپا          |

#### خلاصه نتایج
| مجموع | مجموع  | مجموع | مجموع | مجموع | مجموع | مجموع | مجموع | خانه | خانه | خانه | خانه | خانه | خانه | مهمان | مهمان | مهمان | مهمان | مهمان | مهمان |
| بازی  | امتیاز | پ     | ت     | ش     | گ‌ز    | گ‌خ    | ت‌گ    | پ    | ت    | ش    | گ‌ز   | گ‌خ   | ت‌گ   | پ     | ت     | ش     | گ‌ز    | گ‌خ    | ت‌گ    |
| ----- | ------ | ----- | ----- | ----- | ----- | ----- | ----- | ---- | ---- | ---- | ---- | ---- | ---- | ----- | ----- | ----- | ----- | ----- | ----- |
| ۳۸    | ۹۳     | ۲۸    | ۹     | ۱     | ۹۹    | ۲۹    | ۷۰+   | ۱۶   | ۳    | ۰    | ۵۳   | ۱۱   | ۴۲+  | ۱۲    | ۶     | ۱     | ۴۶    | ۱۸    | ۲۸+   |

آخرین بروزرسانی: ۲۰ مه ۲۰۱۸

منبع: LaLiga

پ = پیروزی؛ ت = تساوی؛ ش = شکست؛ گ‌ز = گل زده؛ گ‌خ = گل خورده؛ ت‌گ = تفاضل گل

#### نتایج در هر بازی
| هفته  | ۱ | ۲ | ۳ | ۴ | ۵ | ۶ | ۷ | ۸ | ۹ | ۱۰ | ۱۱ | ۱۲ | ۱۳ | ۱۴ | ۱۵ | ۱۶ | ۱۷ | ۱۸ | ۱۹ | ۲۰ | ۲۱ | ۲۲ | ۲۳ | ۲۴ | ۲۵ | ۲۶ | ۲۷ | ۲۸ | ۲۹ | ۳۰ | ۳۱ | ۳۲ | ۳۳ | ۳۴ | ۳۵ | ۳۶ | ۳۷ | ۳۸ |
| ----- | - | - | - | - | - | - | - | - | - | -- | -- | -- | -- | -- | -- | -- | -- | -- | -- | -- | -- | -- | -- | -- | -- | -- | -- | -- | -- | -- | -- | -- | -- | -- | -- | -- | -- | -- |
| زمین  | خ | م | خ | م | خ | م | خ | م | خ | م  | خ  | م  | م  | خ  | م  | خ  | م  | خ  | م  | م  | خ  | م  | خ  | م  | خ  | م  | خ  | م  | خ  | م  | خ  | خ  | م  | خ  | م  | خ  | م  | خ  |
| نتیجه | پ | پ | پ | پ | پ | پ | پ | ت | پ | پ  | پ  | پ  | ت  | ت  | پ  | پ  | پ  | پ  | پ  | پ  | پ  | ت  | ت  | پ  | پ  | ت  | پ  | پ  | پ  | ت  | پ  | پ  | ت  | پ  | پ  | ت  | ش  | پ  |
| وضعیت | ۲ | ۲ | ۱ | ۱ | ۱ | ۱ | ۱ | ۱ | ۱ | ۱  | ۱  | ۱  | ۱  | ۱  | ۱  | ۱  | ۱  | ۱  | ۱  | ۱  | ۱  | ۱  | ۱  | ۱  | ۱  | ۱  | ۱  | ۱  | ۱  | ۱  | ۱  | ۱  | ۱  | ۱  | ۱  | ۱  | ۱  | ۱  |

آخرین بروزرسانی: ۲۰ مه ۲۰۱۸.
منبع: LaLiga

زمین: م = مهمان، خ = خانه. نتیجه: ت = تساوی، ش = شکست، پ = پیروزی.

#### بازی‌ها
| ۲۰ اوت ۲۰۱۷ ۱ | بارسلونا                                                                     | ۲–۰   | رئال بتیس        | بارسلون                                               |
| ۲۰:۱۵ CEST    | آلین توسکا ۳۶' (گ.خ.) · سرجی روبرتو ۳۹' · جوردی آلبا '۵۲ · لوکاس دینیه '۹۰+۲ | گزارش | ماتیاس ناهول '۶۳ | ورزشگاه: نیوکمپ تماشاگران: ۵۶٬۴۸۰ داور: تروخیلو سوارز |

| ۲۶ اوت ۲۰۱۷ ۲ | دپورتیوو آلاوز     | ۰–۲   | بارسلونا                                                     | بیتوریا                                                            |
| ۱۸:۱۵ CEST    | Wakaso '۳۶ Ely '۳۸ | گزارش | Umtiti '۳۲ · S. Roberto '۴۱ · Piqué '۴۵ · Messi ۳۹' ۵۵'، ۶۶' | ورزشگاه: ورزشگاه مندیزوروتسا تماشاگران: ۱۹٬۳۵۶ داور: دل چرو گرانده |

| ۹ سپتامبر ۲۰۱۷ ۳ | بارسلونا                                                  | ۵–۰   | اسپانیول                                                   | بارسلون                                             |
| ۲۰:۴۵ CEST       | Sergio '۲۱ · Messi ۲۶'، ۳۵'، ۶۷' · Piqué ۸۷' · Suárez ۹۰' | گزارش | David López '۲۹ Sánchez '۶۰ Darder '۷۱ Martín '۷۴ Diop '۸۴ | ورزشگاه: نیوکمپ تماشاگران: ۷۲٬۸۵۷ داور: گیل مانزانو |

| ۱۶ سپتامبر ۲۰۱۷ ۴ | ختافه                            | ۱–۲   | بارسلونا                                                                                 | ختافه                                                                          |
| ۱۶:۱۵ CEST        | Cala '۳۲ · Gaku ۳۹' · Damián '۸۸ | گزارش | Piqué '۱۰ · Deulofeu '۵۳ · Denis Suárez ۶۲' · Jordi Alba '۶۶ · Suárez '۷۳ · Paulinho ۸۴' | ورزشگاه: ورزشگاه کولیسیوم آلفونسو پرز تماشاگران: ۱۵٬۱۶۴ داور: فرناندز بوربالان |

| ۱۹ سپتامبر ۲۰۱۷ ۵ | بارسلونا                                                             | ۶–۱   | ایبار                                    | بارسلون                                                 |
| ۲۲:۰۰ CEST        | Messi ۲۰' (پنالتی.)، ۵۹'، ۶۲'، ۸۷' · Paulinho ۳۸' · Denis Suárez ۵۳' | گزارش | Capa '۱۰ · Sergi Enrich ۵۷' · Gálvez '۸۰ | ورزشگاه: نیوکمپ تماشاگران: ۵۱٬۶۴۵ داور: هرناندز هرناندز |

| ۲۳ سپتامبر ۲۰۱۷ ۶ | خیرونا                       | ۰–۳   | بارسلونا                                                | خیرونا                                                       |
| ۲۰:۴۵ CEST        | مافو '۲۳ آدای '۴۱ کایودا '۸۳ | گزارش | آدای ۱۷' (گ.خ.) · ایرایزوز ۴۸' (گ.خ.) · لوییس سوارز ۶۹' | ورزشگاه: مونتیلیوی تماشاگران: ۱۳٬۳۰۵ داور: رافائل سانچز لوپز |

| ۱ اکتبر ۲۰۱۷ ۷ | بارسلونا | ۰–۳ | لاس پالماس      | بارسلون                                         |
| ۱۶:۱۵ CEST     | پائولینیو '۳۳ · جرارد پیکه '۳۵ · سرخیو بوسکتس '۴۵، ۴۹' · ژوردی آلبا '۴۶ · لوییس سوارز '۵۱ · لیونل مسی ۷۰'، ۷۷' |     | ژیمو ناوارو '۵۹ | ورزشگاه: نیوکمپ تماشاگران: ۰ داور: خوزه مانوئرا |

| ۱۴ اکتبر ۲۰۱۷ ۸ | اتلتیکو مادرید | ۱–۱ | بارسلونا        | مادرید                                                                       |
| ۲۰:۴۵ CEST      | سائول نیگز ۲۱' |     | لوییس سوارز ۸۲' | ورزشگاه: واندا متروپولیتانو تماشاگران: ۶۴٬۳۹۳ داور: خوزه لوئیس مانورا مونترو |

| ۲۱ اکتبر ۲۰۱۷ ۹ | بارسلونا                            | ۰–۲ | مالاگا | بارسلون                                                     |
| ۲۰:۴۵ CEST      | جرارد دلوفئو ۲' · آندرس اینیستا ۵۶' |     |        | ورزشگاه: نیوکمپ تماشاگران: ۷۴٬۳۹۷ داور: پابلو گونزالس فورتس |

| ۲۸ اکتبر ۲۰۱۷ ۱۰ | اتلتیک بیلبائو | ۰–۲ | بارسلونا                        | بیلبائو                                                       |
| ۲۰:۴۵ CEST       |                |     | لیونل مسی ۳۶' · پائولینیو ۹۰+۲' | ورزشگاه: سن مامس تماشاگران: ۴۳٬۵۷۰ داور: خوان مارتینز مونوئرا |

| ۴ نوامبر ۲۰۱۷ ۱۱ | بارسلونا             | ۲–۱ | سویا       | بارسلون                                                 |
| ۲۰:۴۵ CEST       | پاکو الکاسر ۲۳'، ۶۵' |     | پیزارو ۵۹' | ورزشگاه: نیوکمپ تماشاگران: ۷۰٬۷۲۳ داور: گونزالز گونزالز |

| ۱۸ نوامبر ۲۰۱۷ ۱۲ | لگانس | ۰–۳ | بارسلونا                             | لگانیس                                       |
| ۱۶:۱۵ CET         |       |     | لوییس سوارز ۲۸'، ۶۰' · پائولینیو ۹۰' | ورزشگاه: بوتارکه داور: آلبرتو آندیانو مالنسو |

| ۲۶ نوامبر ۲۰۱۷ ۱۳ | والنسیا     | ۱–۱ | بارسلونا       | والنسیا                                                 |
| ۲۰:۴۵ CET         | رودریگو ۶۰' |     | جوردی آلبا ۸۲' | ورزشگاه: مستیا تماشاگران: ۴۷۷۷۵ داور: ایگلسیاس ویانوئوا |

| ۲ دسامبر ۲۰۱۷ ۱۴ | بارسلونا                        | ۲–۲ | سلتاویگو                       | بارسلون                                          |
| ۱۳:۰۰ CET        | لیونل مسی ۲۲' · لوییس سوارز ۶۲' |     | یاگو آسپاس ۲۰' · مکسی گومز ۷۰' | ورزشگاه: نیوکمپ تماشاگران: ۶۳۲۰۸ داور: ملرو لوپز |

| ۱۰ دسامبر ۲۰۱۷ ۱۵ | ویارئال | ۰–۲ | بارسلونا                        | ویارئال                                                      |
| ۲۰:۴۵ CET         |         |     | لوییس سوارز ۷۲' · لیونل مسی ۸۳' | ورزشگاه: ال مادریگا تماشاگران: ۲۱٬۰۸۷ داور: ریکاردو دی برگوس |

| ۱۷ دسامبر ۲۰۱۷ ۱۶ | بارسلونا                                  | ۴–۰ | دپورتیوو لاکرونیا | بارسلون                                              |
| ۲۰:۴۵ CET         | لوییس سوارز ۲۹'، ۴۷' · پائولینیو ۴۱'، ۷۵' |     |                   | ورزشگاه: نیوکمپ تماشاگران: ۵۳٬۶۰۷ داور: آنتونیو متئو |

| ۲۳ دسامبر ۲۰۱۷ ۱۷ | رئال مادرید | ۰–۳ | بارسلونا                                           | مادرید                                                                     |
| ۱۳:۰۰ CET         |             |     | لوییس سوارز ۵۴' · لیونل مسی ۶۴' · الکس ویدال ۳+۹۰' | ورزشگاه: سانتیاگو برنابئو تماشاگران: ۸۰٬۲۶۴ داور: خوزه ماریا سانچز مارتینز |

| ۷ ژانویه ۲۰۱۸ ۱۸ | بارسلونا                                          | ۳–۰ | لوانته | بارسلون                                                      |
| ۱۶:۱۵ CET        | لیونل مسی ۱۲' · لوییس سوارز ۳۸' · پائولینیو ۹۰+۳' |     |        | ورزشگاه: نیوکمپ تماشاگران: ۵۶٬۳۸۰ داور: کارلوس دل کرو گرانده |

| ۱۴ ژانویه ۲۰۱۸ ۱۹ | رئال سوسیداد                 | ۲–۴ | بارسلونا                                             | سن سباستین                                              |
| ۲۰:۴۵ CET         | ویلیان خوزه ۱۱' · خوانمی ۳۴' |     | پائولینیو ۳۹' · لوییس سوارز ۵۰'، ۷۱' · لیونل مسی ۸۵' | ورزشگاه: آنوئتا تماشاگران: ۲۳٬۲۷۷ داور: گونزالس گونزالس |

| ۲۱ ژانویه ۲۰۱۸ ۲۰ | رئال بتیس | ۰–۵ | بارسلونا                                                      | سویا                                      |
| ۲۰:۴۵ CET         |           |     | ایوان راکیتیچ ۵۹' · لیونل مسی ۶۴'، ۸۰' · لوییس سوارز ۶۹'، ۸۹' | ورزشگاه: بنیتو ویلامارین داور: کایمه لاتر |

| ۲۸ ژانویه ۲۰۱۸ ۲۱ | بارسلونا                        | ۲–۱ | دپورتیوو آلاوز | بارسلون                                                   |
| ۲۰:۴۵ CET         | لوییس سوارز ۷۲' · لیونل مسی ۸۴' |     | یان گویدتی ۲۳' | ورزشگاه: نیوکمپ تماشاگران: ۶۲٬۳۶۹ داور: ایگناسیو ایگلسیاس |

| ۴ فوریه ۲۰۱۸ ۲۲ | اسپانیول        | ۱–۱ | بارسلونا       | کرنیا د یبرگات                                             |
| ۱۶:۱۵ CET       | جرارد مورنو ۶۶' |     | جرارد پیکه ۸۲' | ورزشگاه: آرسی‌دی‌ئی تماشاگران: ۲۳٬۲۸۷ داور: خسوس گیل مانزانو |

| ۱۱ فوریه ۲۰۱۸ ۲۴ | بارسلونا | ۰–۰ | ختافه | بارسلون                                                  |
| ۱۶:۱۵ CET        |          |     |       | ورزشگاه: نیوکمپ تماشاگران: ۷۵٬۶۸۱ داور: فرناندز بوربالان |

| ۱۷ فوریه ۲۰۱۸ ۲۴ | ایبار | ۰–۲ | بارسلونا                         | ایبار                                                    |
| ۱۶:۱۵ CET        |       |     | لوییس سوارز ۱۶' · جوردی آلبا ۸۸' | ورزشگاه: ایپوروئا تماشاگران: ۶۷۶۰ داور: آلخاندرو هرناندز |

| ۲۴ فوریه ۲۰۱۸ ۲۵ | بارسلونا                                                           | ۶–۱ | خیرونا   | بارسلون                                               |
| ۲۰:۴۵ CET        | لوییس سوارز ۵'، ۴۴'، ۷۶' · لیونل مسی ۳۰'، ۳۶' · فیلیپه کوتینیو ۶۶' |     | پورتو ۳' | ورزشگاه: نیوکمپ تماشاگران: ۸۵٬۴۱۷ داور: آلبرولا روخاس |

| ۱ مارس ۲۰۱۸ ۲۶ | لاس پالماس                 | ۱–۱ | بارسلونا      | لاس پالماس                                               |
| ۲۱:۰۰ CET      | جاناتان کایری ۴۸' (پنالتی) |     | لیونل مسی ۲۱' | ورزشگاه: گران کاناریا تماشاگران: ۲۳٬۷۷۸ داور: متئو لاهوز |

| ۴ مارس ۲۰۱۸ ۲۷ | بارسلونا      | ۱–۰ | اتلتیکو مادرید | بارسلون                                             |
| ۱۶:۱۵ CET      | لیونل مسی ۲۶' |     |                | ورزشگاه: نیوکمپ تماشاگران: ۹۰٬۳۵۶ داور: گیل مانزانو |

| ۱۰ مارس ۲۰۱۸ ۲۸ | مالاگا | ۰–۲ | بارسلونا                             | مالاگا                                                   |
| ۲۰:۴۵ CET       |        |     | لوییس سوارز ۱۵' · فیلیپه کوتینیو ۲۸' | ورزشگاه: ال روسالدا تماشاگران: ۲۶٬۶۶۷ داور: خوان مارتینز |

| ۱۸ مارس ۲۰۱۸ ۲۹ | بارسلونا                       | ۲–۰ | اتلتیک بیلبائو | بارسلون                                           |
| ۱۶:۱۵ CET       | پاکو آلکاسر ۸' · لیونل مسی ۳۰' |     |                | ورزشگاه: نیوکمپ تماشاگران: ۸۴٬۰۵۳ داور: جیمی لاتر |

| ۳۱ مارس ۲۰۱۸ ۳۰ | سویا                               | ۲–۲ | بارسلونا                        | سویا                                                                 |
| ۲۰:۴۵ CEST      | فرانکو وازکز ۳۶' · لوئیس موریل ۵۰' |     | لوییس سوارز ۸۸' · لیونل مسی ۸۹' | ورزشگاه: رامون سانچز پیس‌خوان تماشاگران: ۳۷٬۵۸۸ داور: گونزالس گونزالس |

| ۷ آوریل ۲۰۱۸ ۳۱ | بارسلونا                | ۳–۱ | لگانس          | بارسلون                                                 |
| ۲۰:۴۵ CEST      | لیونل مسی ۲۷'، ۳۲'، ۸۷' |     | نبیل الزهر ۶۸' | ورزشگاه: نیوکمپ تماشاگران: ۷۲٬۱۲۶ داور: بورگوس بنگوتکسا |

| ۱۴ آوریل ۲۰۱۸ ۳۲ | بارسلونا                             | ۲–۱ | والنسیا                 | بارسلون                                              |
| ۱۶:۱۵ CEST       | لوییس سوارز ۱۵' · ساموئل اومتیتی ۵۱' |     | دنیل پارخو ۸۷' (پنالتی) | ورزشگاه: نیوکمپ تماشاگران: ۶۹٬۵۴۴ داور: دل کرو گراند |

| ۱۷ آوریل ۲۰۱۸ ۳۳ | سلتاویگو                            | ۲–۲ | بارسلونا                          | ویگو                                                       |
| ۲۱:۰۰ CEST       | جاناتان کاسترو ۴۵' · یاگو آسپاس ۸۲' |     | عثمان دمبله ۳۶' · پاکو الکاسر ۶۴' | ورزشگاه: بالایدوس تماشاگران: ۲۰٬۳۴۷ داور: فرناندز بوربالان |

| ۹ مه ۲۰۱۸ ۳۴ | بارسلونا                                                                    | ۵–۱ | ویارئال            | بارسلون                                               |
| ۲۰:۰۰ CEST   | فیلیپه کوتینیو ۱۱' · پائولینیو ۱۶' · لیونل مسی ۴۵' · عثمان دوبله ۸۷'، ۹۰+۳' |     | نیکولا سانسونه ۵۴' | ورزشگاه: نیوکمپ تماشاگران: ۵۴٬۷۴۳ داور: سانچز مارتینز |

| ۲۹ آوریل ۲۰۱۸ ۳۵ | دپورتیوو لاکرونیا              | ۲–۴ | بارسلونا                                    | لاکرونیا                                                |
| ۲۰:۴۵ CEST       | لوکاس پرز ۴۰' · امره چولاک ۶۴' |     | فیلیپه کوتینیو ۷' · لیونل مسی ۳۸'، ۸۲'، ۸۵' | ورزشگاه: ریازور تماشاگران: ۲۵٬۷۲۱ داور: بورگوس بنگوتکسا |

| ۶ مه ۲۰۱۸ ۳۶ | بارسلونا                        | ۲–۲ | رئال مادرید                         | بارسلون                                                 |
| ۲۰:۴۵ CEST   | لوییس سوارز ۱۰' · لیونل مسی ۵۲' |     | کریستیانو رونالدو ۱۵' · گرت بیل ۷۲' | ورزشگاه: نیوکمپ تماشاگران: ۹۷٬۹۳۹ داور: هرناندز هرناندز |

| ۱۳ مه ۲۰۱۸ ۳۷ | لوانته                                             | ۵–۴ | بارسلونا                                                | والنسیا                                                   |
| ۲۰:۴۵ CEST    | امانوئل بواتنگ ۹'، ۳۰'، ۴۹' · انیس باردهی ۴۶'، ۵۶' |     | فیلیپه کوتینیو ۳۸'، ۵۹'، ۶۴' · لوییس سوارز ۷۱'، پنالتی' | ورزشگاه: سیوداد والنسیا تماشاگران: ۲۲٬۳۸۴ داور: مارو لوپز |

| ۲۰ مه ۲۰۱۸ ۳۸ | بارسلونا           | ۱–۰ | رئال سوسیداد | بارسلون                                                |
| ۲۰:۴۵ CEST    | فیلیپه کوتینیو ۵۷' |     |              | ورزشگاه: نیوکمپ تماشاگران: ۸۴٬۱۶۸ داور: مونوئرا مونترو |

### کوپا دل ری

#### یک‌شانزدهم نهایی
| ۲۴ اکتبر ۲۰۱۷ رفت                | رئال مورسیا | ۰–۳   | بارسلونا                                             | مورسیا                                                                              |
| ۲۱:۳۰ ساعت تابستانی اروپای مرکزی | Mengoud '۴۹ | گزارش | پاکو الکاسر ۴۴' · جرارد دلوفئو ۵۲' · خوزه آرنایز ۵۶' | ورزشگاه: ورزشگاه جدید کوندومینا تماشاگران: ۱۶٬۱۲۷ داور: Munuera Montero (Andalusia) |

| ۲۹ نوامبر ۲۰۱۷ برگشت    | بارسلونا                                                                              | ۵–۰ (۸–۰ گ.ح.) | رئال مورسیا | بارسلون                                                                             |
| ۱۹:۳۰ زمان اروپای مرکزی | پاکو الکاسر ۱۶' · جرارد پیکه ۵۶' · الیکس ویدال ۶۰' · دنیس سوارز ۷۴' · خوزه آرنایز ۷۹' | گزارش          |             | ورزشگاه: ورزشگاه نیوکمپ تماشاگران: ۶۸٬۷۷۵ داور: Alberola Rojas (Castilla-La Mancha) |

#### یک‌هشتم نهایی
| ۴ ژانویه ۲۰۱۸ رفت       | سلتاویگو                           | ۱–۱   | بارسلونا                          | بیگو                                                                          |
| ۱۹:۳۰ زمان اروپای مرکزی | آندرو فونتاس '۲۶ · پیونه سیستو ۳۱' | گزارش | خوزه آرنایز ۱۵' · آندره گومیس '۶۴ | ورزشگاه: ورزشگاه بالایدوس تماشاگران: ۲۱٬۳۳۸ داور: Martínez Munuera (Valencia) |

| ۱۱ ژانویه ۲۰۱۸ برگشت    | بارسلونا                                                                  | ۵–۰ (۶–۱ گ.ح.) | سلتاویگو | بارسلون                                                                               |
| ۲۱:۳۰ زمان اروپای مرکزی | لیونل مسی ۱۳'، ۱۵' · ژوردی آلبا ۲۸' · لوییس سوارز ۳۱' · ایوان راکیتیچ ۸۷' | گزارش          |          | ورزشگاه: ورزشگاه نیوکمپ تماشاگران: ۵۹٬۰۰۹ داور: الخاندرو هرناندز هرناندز (Las Palmas) |

#### یک‌چهارم نهایی
| ۱۷ ژانویه ۲۰۱۸ رفت      | اسپانیول                                                                                         | ۱–۰   | بارسلونا | کرنیا د یبرگات                                                                                  |
| ۲۱:۰۰ زمان اروپای مرکزی | آرون مارتین '۴۳ · جرارد مورنو '۶۱ · ویکتور سانچز ماتا '۸۶ · Melendo ۸۸' · داوید لوپز سیلوا '۹۰+۱ | گزارش | کارلس آلنیا '۴۵ · ژوردی آلبا '۵۵ · لیونل مسی 62' · ایوان راکیتیچ '۸۲ · توماس فرمایلن '۸۴ · لوییس سوارز '۹۰+۱ | ورزشگاه: ورزشگاه آرسی‌دی‌ئی تماشاگران: ۲۳٬۳۲۳ داور: Ricardo de Burgos Bengoetxea (Basque Country) |

| ۲۵ ژانویه ۲۰۱۸ برگشت    | بارسلونا                                                                 | ۲–۰ (۲–۱ گ.ح.) | اسپانیول                                                      | بارسلون                                                                                  |
| ۲۱:۳۰ زمان اروپای مرکزی | لوییس سوارز '۸, ۹' · لیونل مسی ۲۵', '۲۷ · ژوردی آلبا '۳۸ · پائولینیو '۸۲ | گزارش          | ماریو هرموسو '۱۹ استبان گرانرو '۶۰ سرجیو گارسیا '۷۲ نالدو '۷۷ | ورزشگاه: ورزشگاه نیوکمپ تماشاگران: ۷۹٬۷۷۴ داور: آنتونیو متئو لائوس (Valencian Community) |

#### نیمه‌نهایی
| ۱ فوریه ۲۰۱۸ رفت        | بارسلونا                          | ۱–۰   | والنسیا                                             | بارسلون                                                                     |
| ۲۱:۳۰ زمان اروپای مرکزی | سرجی روبرتو '۳۵ · لوییس سوارز ۶۷' | گزارش | آندریاس پریرا '۴۰ لوسیانو ویئتو '۵۱ کارلوس سولر '۵۳ | ورزشگاه: ورزشگاه نیوکمپ تماشاگران: ۵۰٬۹۵۹ داور: José María Sánchez Martínez |

| ۸ فوریه ۲۰۱۸ برگشت      | والنسیا                                      | ۰–۲ (۰–۳ گ.ح.) | بارسلونا                               | والنسیا                                                                          |
| ۲۱:۳۰ زمان اروپای مرکزی | رودریگو '۳۴ سیمونه زازا '۷۵ دنیل پارخو '۹۰+۱ | گزارش          | فیلیپه کوتینیو ۴۹' · ایوان راکیتیچ ۸۲' | ورزشگاه: ورزشگاه مستایا تماشاگران: ۴۳٬۳۳۵ داور: آلبرتو اوندیانو ماینکو (Navarre) |

#### فینال
| ۲۱ آوریل ۲۰۱۸ فینال              | سویا                                                 | ۰–۵   | بارسلونا | مادرید                                                                               |
| ۲۱:۳۰ ساعت تابستانی اروپای مرکزی | گابریل مرکادو '۳۴ سرخیو اسکودرو '۳۸ فرانکو وازکز '۷۴ | گزارش | لوییس سوارز ۱۴'، ۴۰' · لیونل مسی ۳۱' · آندرس اینیستا ۵۲', '۶۷ · فیلیپه کوتینیو ۶۹' (پنالتی) · سرخیو بوسکتس '۷۴ | ورزشگاه: ورزشگاه متروپولیتانو تماشاگران: ۶۷٬۵۰۰ داور: خسوس خیل مانزانو (Extremadura) |

### سوپر جام اسپانیا
| ۱۳ اوت ۲۰۱۷ رفت                  | بارسلونا                                                        | ۱–۳   | رئال مادرید | بارسلون                                                                                       |
| ۲۲:۰۰ ساعت تابستانی اروپای مرکزی | جرارد پیکه '۲۷ · لیونل مسی '۴۰, ۷۷' (پنالتی) · سرخیو بوسکتس '۵۷ | گزارش | کازمیرو '۱۹ · گرت بیل '۴۱ · دنی کارواخال '۴۱ · جرارد پیکه ۵۰' (گل‌به‌خودی) · مارسلو '۷۶ · کریستیانو رونالدو ۸۰', '۸۰ '۸۲ · مارکو آسنسیو ۹۰' | ورزشگاه: ورزشگاه نیوکمپ تماشاگران: ۸۹٬۵۱۴ داور: Ricardo de Burgos Bengoetxea (Basque Country) |

| ۱۶ اوت ۲۰۱۷ برگشت                | رئال مادرید                      | ۲–۰ (۵–۱ گ.ح.) | بارسلونا                             | مادرید                                                                                         |
| ۲۳:۰۰ ساعت تابستانی اروپای مرکزی | مارکو آسنسیو ۴' · کریم بنزما ۳۹' | گزارش          | لوییس سوارز '۸۹ خاویر ماسچرانو '۹۰+۳ | ورزشگاه: ورزشگاه سانتیاگو برنابئو تماشاگران: ۷۵٬۱۶۷ داور: José María Sánchez Martínez (Murcia) |

### لیگ قهرمانان اروپا

#### مرحله گروهی
| رتبه | تیم       | بازی | ب | م | ش | گ‌ز | گ‌خ | ت  | ام | راه‌یابی             |
| ---- | --------- | ---- | - | - | - | -- | -- | -- | -- | ------------------- |
| ۱    | بارسلونا  | ۶    | ۴ | ۲ | ۰ | ۹  | ۱  | ۸+ | ۱۴ | صعود به مرحله حذفی  |
| ۲    | یوونتوس   | ۶    | ۳ | ۲ | ۱ | ۷  | ۵  | ۲+ | ۱۱ | صعود به مرحله حذفی  |
| ۳    | اسپورتینگ | ۶    | ۲ | ۱ | ۳ | ۸  | ۹  | ۱- | ۷  | انتقال به لیگ اروپا |
| ۴    | المپیاکوس | ۶    | ۰ | ۱ | ۵ | ۴  | ۱۳ | ۹- | ۱  |                     |

| ۱۲ سپتامبر ۲۰۱۷ ۱                | بارسلونا                                                     | ۳–۰                     | یوونتوس                                                                        | بارسلون، اسپانیا                                                                        |
| ۲۰:۴۵ ساعت تابستانی اروپای مرکزی | نلسون سمدو '۳۵ · لیونل مسی ۴۵'، ۶۹', '۵۴ · ایوان راکیتیچ ۵۶' | UEFA Report Club Report | رودریگو بنتنکور '۲۵ آندره‌آ بارتزالی '۶۱ میرالم پیانیچ '۷۵ فابریزیو کالیارا '۸۹ | ورزشگاه: ورزشگاه نیوکمپ تماشاگران: ۷۸٬۶۵۶ داور: دامیر اسکومینا (اتحادیه فوتبال اسلوونی) |

| ۲۷ سپتامبر ۲۰۱۷ ۲                | اسپورتینگ                                                                                                   | ۰–۱                     | بارسلونا                                                          | لیسبون، پرتغال                                                                                |
| ۲۰:۴۵ ساعت تابستانی اروپای مرکزی | ژلسون مارچینس '۶ فابیو کونترائو '۲۶ سیدو دومبیا '۴۰ مارکوس آکونیا '۴۸ کریستینو پیچینی '۵۳ سباستین کواتس '۵۸ | UEFA Report Club Report | سباستین کواتس ۴۹' (گل‌به‌خودی) · نلسون سمدو '۶۹ · الیکس ویدال '۹۰+۲ | ورزشگاه: ورزشگاه ژوزه آلوالاد تماشاگران: ۴۸٬۵۷۵ داور: اوویدیو هاتگان (فدراسیون فوتبال رومانی) |

| ۱۸ اکتبر ۲۰۱۷ ۳                  | بارسلونا                                                                      | ۳–۱                     | المپیاکوس                                                  | بارسلون، اسپانیا                                                                     |
| ۲۰:۴۵ ساعت تابستانی اروپای مرکزی | جرارد پیکه '۱۱ '۴۲ · Nikolaou ۱۸' (گل‌به‌خودی) · لیونل مسی ۶۱' · لوکا دینیه ۶۴' | UEFA Report Club Report | الکسیز رومائو '۳۰ · Nikolaou '۶۰, ۹۰' · عمر العبدلای '۹۰+۱ | ورزشگاه: ورزشگاه نیوکمپ تماشاگران: ۵۵٬۰۲۶ داور: ویلی کالوم (اتحادیه فوتبال اسکاتلند) |

| ۳۱ اکتبر ۲۰۱۷ ۴        | المپیاکوس                                             | ۰–۰                     | بارسلونا                        | پیرئاس، یونان                                                                                      |
| ۱۹:۴۵ زمان اروپای شرقی | پاناگیوتیس تاختسیدیس '۳۶ بیون انگلز '۵۸ Figueiras '۸۸ | UEFA Report Club Report | سرجی روبرتو '۴۲ آندره گومیس '۷۷ | ورزشگاه: ورزشگاه کارایسکاکیس تماشاگران: ۳۱٬۶۰۰ داور: آنتونی تیلور (داور) (اتحادیه فوتبال انگلستان) |

| ۲۲ نوامبر ۲۰۱۷ ۵        | یوونتوس                           | ۰–۰                     | بارسلونا                                      | تورین، ایتالیا                                                                          |
| ۲۰:۴۵ زمان اروپای مرکزی | میرالم پیانیچ '۲۱ آلکس ساندرو '۷۲ | UEFA Report Club Report | پائولینیو '۳۰ لوکا دینیه '۸۷ جرارد پیکه '۹۰+۱ | ورزشگاه: ورزشگاه یوونتوس تماشاگران: ۴۰٬۸۷۶ داور: میلوراد ماژیچ (اتحادیه فوتبال صربستان) |

| ۵ دسامبر ۲۰۱۷ ۶         | بارسلونا                                                      | ۲–۰                     | اسپورتینگ   | بارسلون، اسپانیا                                                                     |
| ۲۰:۴۵ زمان اروپای مرکزی | نلسون سمدو '۳۵ · پاکو الکاسر ۵۹' · ژرمی متیو ۹۰+۱' (گل‌به‌خودی) | UEFA Report Club Report | A. Ruiz '۳۰ | ورزشگاه: ورزشگاه نیوکمپ تماشاگران: ۴۸٬۳۳۶ داور: کرگ تامسون (اتحادیه فوتبال اسکاتلند) |

#### مرحله حذفی

##### یک‌هشتم نهایی
| ۲۰ فوریه ۲۰۱۸ رفت  | چلسی                                                | ۱–۱                     | بارسلونا                                                               | لندن، انگلستان                                                                             |
| ۱۹:۴۵ ساعت گرینویچ | ویلیان ۶۲' · آنتونیو رودیگر '۸۰ · آلوارو موراتا '۸۶ | UEFA Report Club Report | ایوان راکیتیچ '۲۹ · لیونل مسی ۷۵' · لوییس سوارز '۷۶ · سرخیو بوسکتس '۹۰ | ورزشگاه: ورزشگاه استمفورد بریج تماشاگران: ۳۷٬۷۴۱ داور: جونیت چاکیر (فدراسیون فوتبال ترکیه) |

| ۱۴ مارس ۲۰۱۸ برگشت      | بارسلونا                                              | ۳–۰ (۴–۱ گ.ح.)          | چلسی                                                | بارسلون، اسپانیا                                                                        |
| ۲۰:۴۵ زمان اروپای مرکزی | لیونل مسی ۳'، ۶۳' · عثمان دمبله ۲۰' · سرجی روبرتو '۲۲ | UEFA Report Club Report | ویلیان '۴۵ الیویه ژیرو '۴۹ مارکوس آلونسو مندوزا '۷۵ | ورزشگاه: ورزشگاه نیوکمپ تماشاگران: ۹۷٬۱۸۳ داور: دامیر اسکومینا (اتحادیه فوتبال اسلوونی) |

##### یک‌چهارم نهایی
| ۴ آوریل ۲۰۱۸ رفت                 | بارسلونا                                                                                       | ۴–۱                     | آ.اس. رم                                               | بارسلون، اسپانیا                                                                       |
| ۲۰:۴۵ ساعت تابستانی اروپای مرکزی | دنیله د روسی ۳۸' (گل‌به‌خودی) · کوستاس مانولاس ۵۵' (گل‌به‌خودی) · جرارد پیکه ۵۹' · لوییس سوارز ۸۷' | UEFA Report Club Report | الکساندر کلاروف '۴۴ · ادین جکو ۸۰' · کوین استروتمن '۸۸ | ورزشگاه: ورزشگاه نیوکمپ تماشاگران: ۹۰٬۱۰۶ داور: دنی ماکلی (اتحادیه فوتبال سلطنتی هلند) |

| ۱۰ آوریل ۲۰۱۸ برگشت              | آ.اس. رم                                                                                        | ۳–۰ (۴ (گ.ز.) –۴ گ.ح.)  | بارسلونا                                     | رم، ایتالیا                                                                             |
| ۲۰:۴۵ ساعت تابستانی اروپای مرکزی | ادین جکو ۶' · فدریکو فازیو '۳۸ · ژوان ژسوس '۴۴ · دنیله د روسی ۵۸' (پنالتی) · کوستاس مانولاس ۸۲' | UEFA Report Club Report | جرارد پیکه '۵۷ لیونل مسی '۶۲ لوییس سوارز '۷۲ | ورزشگاه: ورزشگاه المپیک رم تماشاگران: ۵۶٬۵۸۰ داور: کلمن تورپین (فدراسیون فوتبال فرانسه) |

آ.اس. رم با توجه به قانون گل زده در خانه حریف، به مرحله نیمه‌نهایی صعود کرد.